# 1973 Голяма награда на ЮАР
1973 Голяма награда на ЮАР е 10-о за Голямата награда на Южна Африка и трети кръг от сезон 1973 във Формула 1, провежда се на 3 март 1973 година на пистата Киалами, ЮАР.

## Репортаж
След като пропусна първите два кръга от сезона, Шадоу направи така очаквания дебют във Формула 1, с конструирания от Тони Саутгейт болид DN1 предназначен за Джаки Оливър и Джордж Фолмър. Макларън пускат в употреба конструирания от Гордън Копък болид M23 като Дени Хълм е нает да кара новия болид, докато Питър Ревсън и повикания за това състезание южно-африканец Джоди Шектър. Ферари и Брабам продължават със старите болиди, въпреки слуховете че и двата отбора ще пуснат новите си коли за това състезание. Франк Уилямс повика Джаки Преториус на мястото на Нани Гали, който претърпя контузия на единия си крак, тествайки спортен автомобил Абарт на трасето Валелунга. Както винаги за това състезание участват и местни пилоти, като Дейв Чарлтън е със спонсорирания от Лъки Страйк, Лотус 72 като същата компания спонсорира и Еди Кейзан зад волана на Тирел 004. Последната промяна е появяването на Андреа де Адамич за отбора на Съртис, слагайки край на плановете за Джон Съртис да участва с TS14, редом до редовните си пилоти.

### Квалификация
Новият болид на Макларън помогна на Хълм да вземе пол-позиция, което е първи за новозеландеца от общо 85 участия. Емерсон Фитипалди, победителят от първите две състезания е втори пред Шектър, показвайки добра форма пред местната публика. Рони Петерсон и Клей Регацони са на втора редица, а Ревсън, Жан-Пиер Белтоаз, Карлос Ройтеман, Карлос Паче и Ники Лауда допълват десетката. За Тирел и Джеки Стюарт, квалификацията е изпълнена с проблеми като шотландеца записа 16-о време, повлияно от факта че разруши своя болид в събота на завоя Кроуторн със 175 мили в час. Той регистрира резултат с болида на Франсоа Север, който остана 25-и. Механиците успяват да оправят болида на Стюарт, за да може французина да вземе участие за състезанието.

### Състезание
Самият старт е отменен с 40 минути заради горещото време, както и обгърналите около трасето буреносни облаци. Е. Фитипалди направи летящ старт за разлика от Регацони и Белтоаз, които се смъкват с няколко позиции. След първия завой обаче Лотус-а е изпреварен и от трите Макларън-а, и в края на първата обиколка Хълм поведе пред Шектър, Ревсън, Е. Фитипалди, Петерсон, Ройтеман, Чарлтън, Майк Хейлууд, Уилсън Фитипалди и Артуро Мерцарио. Стюарт си проби път напред в средата на колоната, докато лошия старт на Белтоаз е помрачен с повреда по амбреажа на неговия БРМ.
Новият Макларън показа на какво е способен в ръцете на Хълм, който направи три секундна разлика пред съотборниците си и всички останали, преди да се появи и драмата във 2-рата обиколка. В опита си да изпревари Брабам-а на Ройтеман, Чарлтън изпусна контрола върху своя Лъки Страйк Лотус и се удари с идващия Съртис на Хейлууд. Повечето пилоти избягват Хейлууд, но не и Регацони, който загуби контрол върху своя БРМ причинен от контакт с Ферари-то на Джаки Икс и се заби право в Съртис-а на англичанина. От удара БРМ е обхванат в пламъци заради разлятото гориво, докато Чарлтън и Икс отпадат от състезанието след своите инциденти. Хейлууд, който успя да активира пожарогасителя на своя болид навреме, излезе за да помогне на изпадналия в безсъзнание швейцарец. Лошо-екипираните маршали се появяват на мястото на инцидента, докато Хейлууд разкопчавайки коланите на Регацони също е докоснат от пламъците. Маршалите успяват да овладеят положението и Майк отново се притече на помощ да извади Регацони от болида като през това време се появи и новооборудвания пожарен камион на трасето. За щастие Регацони получи леки изгаряния по ръцете и с леки натъртвания, а Хейлууд благодарение на неговата храброст получи медал Джордж след това състезание.
Докато екшънът се развива извън пистата, Хълм спря в бокса два пъти поради спукване на гума, давайки лидерството на Шектър преди Стюарт да го изпревари в седмата обиколка. Преди това шотландеца изпревари всички пилоти от Ройтеман като Е. Фитипалди вярва, че това е станало под жълти флагове. И докато Макларън и Лотус протестират пред комисарите, Стюарт се откъсва пред останалите с поредица от бързи обиколки. Останалите пилоти се борят за второто място като в това число е и Ревсън в 11-а обиколка. Север се намира в края на колоната с проблем в горивния измервач, докато състезанието на Оливър е преполовено след като двигателя му изгасна по време на спирането си в бокса. Хълм се озова между битката за второто място и изпревари всичките, въпреки трите обиколки които изостава след дългите му стопове. Скоро шестото място на Ройтеман стана притежание на Ники Лауда, след като аржентинеца стана поредната жертва със спукване на гума. Австриецът не остана за дълго обаче след като двигателя се предаде в 26-а обиколка, слагайки край на уикенда за БРМ. Паче успя да мине пред Брабам-а, преди да изпреварен от Ройтеман и Мерцарио, след което е под атаките на придаващия се черен болид на Шадоу, пилотиран от Фолмър.
Докато Хълм си пробива път напред, съотборника му Ревсън успя да се откъсне от Шектър, който е изпреварен от Фитипалди в 44-та обиколка. Следващият за изпреварване е Петерсон, но проблем с дросела на неговия Лотус го изпрати извън точките. Това прати Мерцарио на пета позиция, преди да загуби контрол поради атаките на Паче. Уилсън Фитипалди и Преториус отпадат с повреди по техните машини, докато Жан-Пиер Жарие престоя дълго време в бокса по оправянето на скоростната кутия на неговия Марч.
Стюарт продължава да увеличава преднината си пред всички останали. Е. Фитипалди се опитва да се доближи до Ревсън, докато Хълм вече се намира близо до зоната на точките на осма позиция изпреварвайки Ройтеман и де Адамич. Паче се намира по пътя към спечелване на точки, преди една от предните гуми да гръмне (поради прекаленото износване), пращайки го право в мантинелите 10 обиколки до финала. Бразилецът не е последната жертва на състезанието, след като четири обиколки до финала част от двигателя на Шектър се откачи и той напусна от сигурна четвърта позиция.
С почти пълна доминация, след като стартира 16-и Стюарт пресече финала на близо 25 секунди от втория Ревсън, докато шефът на Макларън, Теди Мейър подаде формален протест и след като интервюираха тези които са въвлечени, стюардите решават да предупредят шотландеца вместо да го дисквалифицират. Емерсон Фитипалди завърши трети на половин секунда от американеца, а без проблеми Мерцарио регистрира още едно влизане в точките с четвърто място. Хълм се добра до петата позиция благодарения на отпаданията на Паче и Шектър изпреварвайки Фолмър, преди напускането на южно-африканеца. Шестото място на Джордж е повод за радост отстрана на Шадоу, които записват първите си точки за сезона, докато Ройтеман има на какво да съжалява, след като завърши точно зад американеца.

## Класиране
| Поз | No | Пилот             | Конструктор       | Оби. | Време/Отпадане | Място | Точки |
| --- | -- | ----------------- | ----------------- | ---- | -------------- | ----- | ----- |
| 1   | 3  | Джеки Стюърт      | Тирел-Форд        | 79   | 1:43:11.07     | 16    | 9     |
| 2   | 6  | Питър Ревсън      | Макларън-Форд     | 79   | + 24.55        | 6     | 6     |
| 3   | 1  | Емерсон Фитипалди | Лотус-Форд        | 79   | + 25.06        | 2     | 4     |
| 4   | 9  | Артуро Мерцарио   | Ферари            | 78   | + 1 Об.        | 15    | 3     |
| 5   | 5  | Дени Хълм         | Макларън-Форд     | 77   | + 2 Об.        | 1     | 2     |
| 6   | 23 | Джордж Фолмър     | Шадоу-Форд        | 77   | + 2 Об.        | 21    | 1     |
| 7   | 18 | Карлос Ройтеман   | Брабам-Форд       | 77   | + 2 Об.        | 8     |       |
| 8   | 12 | Андреа де Адамич  | Съртис-Форд       | 77   | + 2 Об.        | 20    |       |
| 9   | 7  | Джоди Шектър      | Макларън-Форд     | 75   | Двигател       | 3     |       |
| 10  | 21 | Хоудън Гънли      | Исо Марлборо-Форд | 73   | + 6 Об.        | 19    |       |
| 11  | 2  | Рони Петерсон     | Лотус-Форд        | 73   | + 6 Об.        | 4     |       |
| Отп | 11 | Карлос Паче       | Съртис-Форд       | 69   | Инцидент       | 9     |       |
| НКл | 26 | Еди Кейзан        | Тирел-Форд        | 67   | Не класиран    | 22    |       |
| НКл | 14 | Жан-Пиер Жарие    | Марч-Форд         | 66   | Не класиран    | 18    |       |
| НКл | 4  | Франсоа Север     | Тирел-Форд        | 66   | Не класиран    | 25    |       |
| НКл | 24 | Майк Бютлър       | Марч-Форд         | 65   | Не класиран    | 23    |       |
| Отп | 19 | Уилсън Фитипалди  | Брабам-Форд       | 52   | Ск.кутия       | 17    |       |
| Отп | 20 | Джаки Преториус   | Исо Марлборо-Форд | 35   | Прегравяне     | 24    |       |
| Отп | 17 | Ники Лауда        | БРМ               | 26   | Двигател       | 10    |       |
| Отп | 22 | Джаки Оливър      | Шадоу-Форд        | 14   | Двигател       | 14    |       |
| Отп | 16 | Жан-Пиер Белтоаз  | БРМ               | 4    | Съеденител     | 7     |       |
| Отп | 25 | Дейв Чарлтън      | Лотус-Форд        | 3    | Инцидент       | 13    |       |
| Отп | 15 | Клей Регацони     | БРМ               | 2    | Инцидент       | 5     |       |
| Отп | 8  | Джеки Икс         | Ферари            | 2    | Инцидент       | 11    |       |
| Отп | 10 | Майк Хейлууд      | Съртис-Форд       | 2    | Инцидент       | 12    |       |

## Класиране след състезанието
| Поз | Пилот             | Точки |
| --- | ----------------- | ----- |
| 1   | Емерсон Фитипалди | 22    |
| 2   | Джеки Стюарт      | 19    |
| 3   | Денис Хълм        | 8     |
| 4   | Питър Ревсън      | 6     |
| 5   | Франсоа Север     | 6     |
| 6   | Артуро Мерцарио   | 6     |
| 7   | Джеки Икс         | 5     |
| 8   | Уилсън Фитипалди  | 1     |

| Поз | Конструктор   | Точки |
| --- | ------------- | ----- |
| 1   | Лотус-Форд    | 22    |
| 2   | Тирел-Форд    | 21    |
| 3   | Макларън-Форд | 12    |
| 4   | Ферари        | 9     |
| 5   | Брабам-Форд   | 1     |
| 6   | Шадоу-Форд    | 1     |
| 7   | БРМ           | 1     |